# Рудольф ІІІ Габсбург
Рудольф ІІІ Габсбург (*Rudolf von Habsburg, 1281  —1307) — король Богемії у 1306—1307 роках (як Рудольф I) та герцог Австрії та Штирії. Мав прізвиська «Доброзичливий» та «Король каші» (за проблеми зі шлунком). Його девіз «Другий голос суперника» («Alienae vocis aemula»), а особистим знаком папуга у клітці.

## Життєпис
Походив з династії Габсбургів. Старший син Альбрехта I, короля Німеччини, та Єлизавети Каринтійської, герцогині Гориції. У 1298 році, після свого обрання королем, батько оголосив Рудольфа герцогом Австрії та Штирії, надавши у Нюрнберзі інвеституру на ці володіння. Втім фактично керував Герман фон Ландсберг, ландмаршал Австрії. 1300 року оженився з дочкою короля Франції. 1304 році брав участь у поході батька проти Вацлава II, короля Богемії.
Припинення чоловічої лінії династії Пржемисловичів у 1306 році в Богемії спровокувало Альбрехта I посадити на чеський трон Рудольфа, в той час як значна частина чеської знаті бажала бачити на троні Генріха Хорутанского, одруженого з донькою померлого Вацлава II і керував Чехією під час польського походу Вацлава III. Втім Їндрих з Липи, Гинек з Дубі, Їндржик I із Рожмберка, празький єпископ Ян IV, олдермени Старого міста підтримали кандидатуру Рудольфа.
Поки чеські магнати барилися з вибором, Альбрехт I зібрав військо і вдерся до Чехії через Саксонію. Ще одне військо вів з Австрії сам Рудольф. У серпні 1306 року шляхта й магнати встигли обрати королем Генріха, але той, дізнавшись про наближення ворожого війська, поспішно втік, і чеські вельможі були змушені визнати королем Рудольфа Габсбурга. Водночас останній зрікся Австрії на користь свого брата Фрідриха. Коронація відбулася 16 жовтня.
Для більшої легітимності Рудольф одружився з удовою Вацлава II Єлизаветою. Втім він не зміг налагодити гарні стосунки зі знатю. Рудольф виявився вкрай скупий, а батько його відмовився підтверджувати старовинні привілеї Богемського королівства і віддав Чехію синові як імперський лен. 
Внаслідок цього частина чеських магнатів відмовилися присягати на вірність новому королю. Приводом до повстання стала спроба короля захопити Кутну Гору, де були поклади срібла. Повстання очолилили магнати Бавор III Страконіце і Вільгельм фон Вальдек. Рудольф Габсбург пішов на бунтівників війною, але під час облоги Гораждовіце захворів на дизентерію і помер з 3 на 4 липня 1307 року в таборі навпроти млина Жаров. Після цього корону повернув собі Генріх Хорутанський.
Похований в соборі Св.Віта у Празі.

## Родина
1. Дружина — Бланка (1282–1305), донька Філіппа III Капета, короля Франції
Діти: не було
2. Дружина — Єлизавета Рикса (1286/1288–1335), донька Пшемисла II П'яста, короля Польщі
Діти: не було